# Aphaniosoma clitellatum
Aphaniosoma clitellatum is een vliegensoort uit de familie van de Chyromyidae. De wetenschappelijke naam van de soort is voor het eerst geldig gepubliceerd in 1993 door Ebejer.